# Anthony Hope
Sir Anthony Hope Hawkins, mai cunoscut sub numele de Anthony Hope (n. 9 februarie 1863, Londra, Regatul Unit al Marii Britanii și Irlandei – d. 8 iulie 1933, Walton on the Hill⁠(d), Reigate and Banstead, Anglia, Regatul Unit), a fost un romancier și dramaturg englez. A fost un scriitor prolific, mai ales de romane de aventură, dar este cel mai notabil pentru doar două cărți: Prizonierul din Zenda (1894) și continuarea sa Rupert of Hentzau (1898). Aceste lucrări, „clasice minore” ale literaturii engleze, au loc în țara fictivă contemporană Ruritania și au dat naștere genului cunoscut sub numele de romantic ruritan, lucrări care au loc în țări sau teritorii europene fictive similare cu cele din romanele lui Hope. Prizonierul din Zenda a inspirat mai multe adaptări, în special filmul de la Hollywood cu același nume din 1937 și cel din 1952. 

### TrilogiaRuritania
1. The Heart of Princess Osra, 1896.
2. The Prisoner of Zenda: being the history of three months in the life of an English gentleman, 1894.
3. Rupert of Hentzau: being the sequel to a story by the same writer entitled the Prisoner of Zenda, 1898.

### Alte lucrări
- A Man of Mark, 1890.
- Father Stafford,1891.
- Mr Witt’s Widow: A Frivolous Tale, 1892.
- A Change of Air, 1893.
- Half a Hero, 1893.
- Sport Royal and other stories, 1893.
- The Dolly Dialogues, 1894.
- The God in the Car, 1894.
- The Indiscretion of the Duchess: being a story concerning two ladies, a nobleman, and a necklace, 1894.
- The Chronicles of Count Antonio, 1895.
- Comedies of Courtship, 1896.
- Phroso: A Romance, 1897.
- Simon Dale, 1898.
- The King’s Mirror, 1899.
- Quisanté, 1900.
- Tristram of Blent: an episode in the story of an ancient house, 1901.
- The Intrusions of Peggy, 1902.
- Double Harness, 1904.
- A Servant of the Public, 1905.
- Sophy of Kravonia, 1906.
- Tales of Two People, 1907.
- The Great Miss Driver, 1908.
- Dialogue, 1909.
- Second String, 1910.
- Mrs Maxon Protests, 1911.
- Helena's Path, 1912.
- The New (German) Testament: some texts and a commentary, 1914.
- Militarism, German and British, 1915.
- A Young Man’s Year, 1915.
- Why Italy is with the Allies, 1917.
- Captain Dieppe, 1918.
- Beaumaroy Home from the Wars,  1919.
- Lucinda, 1920.
- Little Tiger: A Novel, 1925.
- Memories and Notes, 1927.

## Legături externe
- Lucrări de Anthony Hope la Proiectul Gutenberg
- Opere de sau despre Anthony Hope la Internet Archive
- Lucrări de Anthony Hope la LibriVox (cărți audio aflate în domeniul public)
- Sofia De Kravonia la Internet Movie Database
- Sophy of Kravonia la Internet Movie Database
- Anthony Hope la Library of Congress Authorities, cu 142 înregistrări de catalog